# Římanka (román)
Román Římanka je jeden z nejznámějších románů italského neorealistického spisovatele Alberto Moravii (1907–1990).
Román je napsaný v duchu neorealismu (v roce 1947, na počátku autorova neorealistického období) a existencialismu. Hlavní postavou je krásná a naivní dívka z chudé rodiny Adriana, která zároveň vypráví i komentuje děj. Dílo je psáno v ich formě.

## Děj
Adriana sní o rodině a normálním životě, ale pod tlakem své matky se stane již ve svých 16 letech modelkou (pózuje nahá malířům a ráda s nimi občas také spí) a za čas ji kamarádka Gisella přesvědčí k prostituci (matka s tím souhlasí, chce, aby využila svou neobyčejnou krásu ve svůj prospěch). K zvratu přispívá i zjištění, že její snoubenec Gino je už dávno ženatý. Adriana vykonává své povolání dobrovolně a svědomitě, má k tomu dispozice. Mnohokrát se nad svým povoláním zamýšlí, prožívá stavy úzkosti, strachu o život, ale nikdy se jej nedokáže vzdát; zůstává po celou dobu nezměněná, nezkažená, je zosobněním zdravé podstaty prostého lidu. Postavami jsou lidé nešťastní, plní strachu, jejich zoufalství je izoluje, odcizuje okolnímu světu. Se svými zákazníky, jimiž jsou např. fašistický pohlavár, vrah, zakomplexovaný intelektuál, prožívá Adriana epizody ze života. V závěru zjistí, že je v jiném stavu a že nosí dítě vraha, který už ale není naživu. Přes všechny strašné události, navzdory realitě je odhodlaná mít a vychovat dítě a žít „normálně“, nemá ale moc velkou šanci.

## Český překlad
- 1966 Václav Čep (vydal Odeon jako 230. svazek v edici Klub čtenářů)

## Filmové adaptace
- 1954, Římanka (film) – režie Luigi Zampa, v roli Adriany Gina Lollobrigida;[1] znovu natočeno v roce 1988 – režie Giuseppe Patroni Griffi, Gina Lollobrigida tentokrát v roli matky[2]
- 1989 – televizní inscenace[zdroj?]